# ディリクレ指標
ディリクレ指標(でぃりくれしひょう)とは、ディリクレがL関数を定義する際に導入した整数から複素数への関数である。

## 定義
整数から複素数への関数 {\displaystyle \chi } で、ある自然数 N に対し
{\displaystyle a\equiv b{\pmod {N}}} ならば {\displaystyle \chi (a)=\chi (b)}
{\displaystyle \chi (ab)=\chi (a)\chi (b)}
{\displaystyle \chi (1)=1}
a と N が互いに素でなければ {\displaystyle \chi (a)=0}
という性質を満たすものを法 N のディリクレ指標という。
この性質を満たす関数は N > 1 のとき剰余類 {\displaystyle \mathbb {Z} /N\mathbb {Z} } の乗法群から複素数の乗法群への指標を整数全体を定義域とする関数に拡張したと考えられるので「指標」の名が付けられている。

## 具体例
- 全ての整数に対して 1 となる関数は(法 1 の)自明な指標と言われる。
- ルジャンドル記号 {\displaystyle \left({\frac {a}{p}}\right)} は  a を変数と見ると法 p のディリクレ指標である。